# Diskografie Dona Omara
Toto je seznam vydané diskografie portorického rappera Dona Omara.

## Alba

### Studiová alba
| The Last Don                                                                            | - Vydáno: 17. června 2003 - Vydavatelství: VI Music                   | 165 | 2  | — | 89 | —  | 70 | - RIAA: Gold             | - Světově: 3,000,000 - US: 541,000 |
| King of Kings                                                                           | - Vydáno: 23. května 2006 - Vydavatelství: Machete Music              | 7   | 1  | 2 | —  | 84 | 13 | - RIAA: Gold             | - Světově: 6,000,000 - US: 968,000 |
| iDon                                                                                    | - Vydáno: 28. dubna 2009 - Vydavatelství: Universal                   | 32  | 1  | 9 | 11 | 51 | 31 |                          | - Světově: 1,500,000 - US: 100,000 |
| Meet the Orphans                                                                        | - Vydáno: 16. listopadu 2010 - Vydavatelství: Orfanato Music Group    | 101 | 2  | 8 | —  | 47 | 45 |                          | - US: 103,000                      |
| Don Omar Presents MTO²: New Generation                                                  | - Vydáno: 1. května 2012 - Vydavatelství: Orfanato Music Group        | 39  | 1  | — | —  | —  | —  |                          | - US: 81,900                       |
| The Last Don II                                                                         | - Vydáno: 16. června 2015 - Vydavatelství: Orfanato Music Group       | 73  | 1  | 6 | —  | —  | 81 |                          |                                    |
| The Last Album                                                                          | - Vydáno: 6. prosince 2019 - Vydavatelství: Machete Music             | —   | —  | — | —  | —  | —  |                          |                                    |
| Forever King                                                                            | - Vydáno: 15. června 2023 - Vydavatelství: Unisono, Saban Music Group | —   | 40 | — | —  | —  | 76 | - RIAA: Platinum (Latin) |                                    |
| "—" značí, že se nahrávka neumístila v hitparádách nebo v tomto území ani nebyla vydána |                                                                       |     |    |   |    |    |    |                          |                                    |

### Kompilační alba
| Los Bandoleros                                                                          | - Vydáno: 10. května 2005 - Vydavatelství: Machete Music    | 55  | 2  | —  |                          |               |
| Da Hitman Presents: Reggaetón Latino                                                    | - Vydáno: 6. prosince 2005 - Vydavatelství: Machete Music   | 61  | 1  | 12 |                          | - US: 200,000 |
| Los Bandoleros: Reloade]                                                                | - Vydáno: 21. listopadu 2006 - Vydavatelství: Machete Music | —   | 25 | —  |                          |               |
| Don Omar Presenta: El Pentágono                                                         | - Vydáno: 27. března 2007 - Vydavatelství: Machete Music    | 164 | 7  | —  | - RIAA: Platinum (Latin) |               |
| El Pentágono: The Return                                                                | - Vydáno: 3. června 2008 - Vydavatelství: Machete Music     | —   | —  | —  |                          |               |
| "—" značí, že se nahrávka neumístila v hitparádách nebo v tomto území ani nebyla vydána |                                                             |     |    |    |                          |               |

### Koncertní alba
| Název                                                                                   | Detaily o albu                                          | Umístění v hitparádách | Umístění v hitparádách | Umístění v hitparádách | Umístění v hitparádách | Umístění v hitparádách | Certifikace                 | Prodeje                            |
| Název                                                                                   | Detaily o albu                                          | US                     | US Latin               | US Rap                 | US Trop.               | ARG                    | Certifikace                 | Prodeje                            |
| --------------------------------------------------------------------------------------- | ------------------------------------------------------- | ---------------------- | ---------------------- | ---------------------- | ---------------------- | ---------------------- | --------------------------- | ---------------------------------- |
| The Last Don Live                                                                       | - Vydáno: 8. června 2004 - Vydavatelství: VI Music      | 84                     | 2                      | 1                      | 1                      | —                      | - RIAA: 2× Platinum (Latin) | - Světově: 1,000,000 - US: 200,000 |
| King of Kings: Live                                                                     | - Vydáno: 23. října 2007 - Vydavatelství: Machete Music | —                      | 15                     | —                      | —                      | 71                     |                             |                                    |
| "—" značí, že se nahrávka neumístila v hitparádách nebo v tomto území ani nebyla vydána |                                                         |                        |                        |                        |                        |                        |                             |                                    |

### Video alba
| Název                                  | Detaily o DVD                                  | Certifikace     |
| -------------------------------------- | ---------------------------------------------- | --------------- |
| The Last Don: Live                     | - koncertní/DVD album - Vydáno: 14. září 2004  | - ARG: Platinum |
| The Don Omar All Star Video Collection | - kompilační video - Vydáno: 8. listopadu 2005 |                 |
| King of Kings: Live                    | - koncertní/DVD album - Vydáno: 23. října 2007 | - ARG: Platinum |
| Best of the Best Video Collection      | - kompilační video - Vydáno: 11. prosince 2007 |                 |

## Singly

### Jako hlavní umělec
| Název                                                                                   | Rok  | Umístění v hitparádách | Umístění v hitparádách | Umístění v hitparádách | Umístění v hitparádách | Umístění v hitparádách | Umístění v hitparádách | Umístění v hitparádách | Umístění v hitparádách | Umístění v hitparádách | Umístění v hitparádách | Certifikace                                                                                            | Album                                       |
| Název                                                                                   | Rok  | AUT                    | GER                    | NL                     | SPA                    | SWI                    | US Latin               | US Latin Rhy.          | US Trop.               | US Latin Pop           | US                     | Certifikace                                                                                            | Album                                       |
| --------------------------------------------------------------------------------------- | ---- | ---------------------- | ---------------------- | ---------------------- | ---------------------- | ---------------------- | ---------------------- | ---------------------- | ---------------------- | ---------------------- | ---------------------- | --- | ------------------------------------------- |
| "Dale Don Dale" (feat. Glory)                                                           | 2003 | —                      | —                      | —                      | 1                      | —                      | 39                     | 19                     | 21                     | —                      | —                      | | The Last Don                                |
| "Dile"                                                                                  | 2004 | —                      | —                      | —                      | —                      | 48                     | 47                     | —                      | 8                      | 37                     | —                      | | The Last Don                                |
| "Intocable"                                                                             | 2004 | —                      | —                      | —                      | —                      | —                      | —                      | —                      | 38                     | —                      | —                      | | The Last Don                                |
| "Pobre Diabla"                                                                          | 2004 | —                      | —                      | —                      | —                      | —                      | 17                     | 5                      | 2                      | 16                     | —                      | | The Last Don: Live                          |
| "Aunque Te Fuiste"                                                                      | 2004 | —                      | —                      | —                      | —                      | —                      | —                      | —                      | 21                     | —                      | —                      | | The Last Don: Live                          |
| "Bandoleros" (feat. Tego Calderón)                                                      | 2005 | —                      | —                      | —                      | —                      | —                      | 18                     | 10                     | 12                     | —                      | —                      | | Los Bandoleros                              |
| "Donqueo"                                                                               | 2005 | —                      | —                      | —                      | —                      | —                      | 23                     | 25                     | 3                      | 16                     | —                      | | Los Bandoleros                              |
| "Reggaetón Latino"                                                                      | 2005 | —                      | —                      | 76                     | —                      | 100                    | 4                      | 4                      | 1                      | 20                     | —                      | | Da Hitman Presents Reggaetón Latino         |
| "Dale Don Dale" (Remix) (feat. Fabolous)                                                | 2005 | —                      | —                      | —                      | —                      | —                      | 39                     | —                      | —                      | —                      | —                      | | Da Hitman Presents Reggaetón Latino         |
| "Entre Tú y Yo"                                                                         | 2005 | —                      | —                      | —                      | —                      | —                      | —                      | —                      | 40                     | —                      | —                      | | Da Hitman Presents Reggaetón Latino         |
| "Angelito"                                                                              | 2006 | —                      | —                      | —                      | —                      | —                      | 1                      | 1                      | 1                      | 24                     | 93                     | - RIAA: Gold                                                                                           | King of Kings                               |
| "Conteo" (feat. Juelz Santana)                                                          | 2006 | —                      | —                      | —                      | —                      | —                      | —                      | 36                     | —                      | —                      | —                      | | King of Kings                               |
| "Salió el Sol"                                                                          | 2006 | —                      | —                      | —                      | —                      | —                      | 13                     | 3                      | 19                     | —                      | —                      | | King of Kings                               |
| "Anda Sola"                                                                             | 2006 | —                      | —                      | —                      | —                      | —                      | 48                     | 17                     | 27                     | —                      | —                      | | Los Bandoleros Reloaded                     |
| "My Space" (feat. Wisin & Yandel)                                                       | 2007 | —                      | —                      | —                      | —                      | —                      | 20                     | 3                      | —                      | —                      | —                      | | Los Bandoleros Reloaded                     |
| "Calm My Nerves" (feat. Rell)                                                           | 2007 | —                      | —                      | —                      | —                      | —                      | —                      | 15                     | —                      | —                      | —                      | | Don Omar Presenta: El Pentágono             |
| "Ayer La Vi"                                                                            | 2007 | —                      | —                      | —                      | —                      | —                      | 8                      | 2                      | 6                      | —                      | —                      | | King of Kings: Live                         |
| "Canción de Amor"                                                                       | 2007 | —                      | —                      | —                      | —                      | —                      | 39                     | 10                     | 28                     | —                      | —                      | | King of Kings: Live                         |
| "Virtual Diva"                                                                          | 2009 | —                      | —                      | —                      | 11                     | —                      | 10                     | 1                      | 3                      | 19                     | —                      | - PROMUSICAE: Gold                                                                                     | iDon                                        |
| "Sexy Robótica"                                                                         | 2009 | —                      | —                      | —                      | —                      | —                      | 20                     | 3                      | 6                      | 26                     | —                      | | iDon                                        |
| "Ciao Bella"                                                                            | 2009 | —                      | —                      | —                      | —                      | —                      | 39                     | 10                     | 18                     | 35                     | —                      | | iDon                                        |
| "Danza Kuduro" (feat. Lucenzo)                                                          | 2011 | 1                      | 1                      | 1                      | 1                      | 1                      | 1                      | 1                      | 1                      | 1                      | 82                     | - RIAA: 5× Platinum - BVMI: 7× Gold - FIMI: 2× Platinum - PROMUSICAE: 2× Platinum - IFPI SWI: Platinum | Don Omar Presents: Meet the Orphans         |
| "Taboo"                                                                                 | 2011 | —                      | —                      | —                      | 36                     | —                      | 1                      | 1                      | 1                      | 2                      | 97                     | | Don Omar Presents: Meet the Orphans         |
| "Dutty Love" (feat. Natti Natasha)                                                      | 2012 | —                      | —                      | —                      | —                      | —                      | 1                      | 1                      | 1                      | 1                      | —                      | | Meet the Orphans 2: New Generation          |
| "Hasta Que Salga el Sol"                                                                | 2012 | —                      | —                      | —                      | 19                     | —                      | 1                      | 1                      | 5                      | 1                      | —                      | | Meet the Orphans 2: New Generation          |
| "Ella No Sigue Modas" (feat. Juan Magan)                                                | 2012 | —                      | —                      | —                      | —                      | —                      | 18                     | 7                      | —                      | 14                     | —                      | | Meet the Orphans 2: New Generation          |
| "Zumba"                                                                                 | 2012 | —                      | —                      | —                      | —                      | 62                     | 2                      | 1                      | 3                      | 1                      | —                      | | Meet the Orphans 2: New Generation          |
| "Feeling Hot"                                                                           | 2013 | —                      | —                      | —                      | —                      | —                      | 22                     | 2                      | 39                     | —                      | —                      | | Singl bez alb                               |
| "Guaya Guaya"                                                                           | 2014 | —                      | —                      | —                      | 66                     | —                      | 29                     | 5                      | 2                      | —                      | —                      | - PROMUSICAE: Gold                                                                                     | The Last Don 2                              |
| "Soledad"                                                                               | 2014 | —                      | —                      | —                      | 11                     | —                      | 11                     | 1                      | 8                      | 7                      | —                      | - PROMUSICAE: Platinum                                                                                 | The Last Don 2                              |
| "Pura Vida"                                                                             | 2014 | —                      | —                      | —                      | —                      | —                      | 15                     | 1                      | 24                     | —                      | —                      | | Singl bez alb                               |
| "Perdido en tus Ojos" (feat. Natti Natasha)                                             | 2015 | —                      | —                      | —                      | 22                     |                        | 13                     | —                      | —                      | —                      | —                      | - PROMUSICAE: Platinum                                                                                 | The Last Don 2                              |
| "Te Quiero Pa' Mi" (feat. Zion & Lennox)                                                | 2016 | —                      | —                      | —                      | 19                     | —                      | 12                     | 1                      | 14                     | 9                      | —                      | - RIAA: Gold (Latin) - PROMUSICAE: Platinum                                                            | King of Kings 10th Anniversary (Remastered) |
| "Ramayama" (feat. Farruko)                                                              | 2019 | —                      | —                      | —                      | —                      | —                      | 43                     | —                      | —                      | —                      | —                      | | The Last Album                              |
| "Vacilón"                                                                               | 2019 | —                      | —                      | —                      | —                      | —                      | —                      | 20                     | —                      | —                      | —                      | | The Last Album                              |
| "No Te Vayas" (feat. Alexis & Fido)                                                     | 2019 | —                      | —                      | —                      | —                      | —                      | —                      | 10                     | —                      | —                      | —                      | | The Last Album                              |
| "Pa' Romperla" (s Bad Bunny)                                                            | 2020 | —                      | —                      | —                      | 1                      | —                      | —                      | —                      | —                      | —                      | —                      | - RIAA: 4× Platinum (Latin)                                                                            | Las Que No Iban a Salir                     |
| "El amor es una moda" (s Alcover a Juan Magán)                                          | 2020 | —                      | —                      | —                      | —                      | —                      | —                      | —                      | —                      | —                      | —                      | | Singly bez alb                              |
| "Navidad Pa' La Calle"                                                                  | 2020 | —                      | —                      | —                      | —                      | —                      | —                      | —                      | —                      | —                      | —                      | | Singly bez alb                              |
| "Flow HP" (s Residente)                                                                 | 2021 | —                      | —                      | —                      | —                      | —                      | —                      | —                      | —                      | —                      | —                      | - RIAA: Gold (Latin)                                                                                   | Forever King                                |
| "Se Menea" (s Nio García)                                                               | 2021 | —                      | —                      | —                      | 74                     | —                      | 17                     | 3                      | 1                      | —                      | —                      | - RIAA: 3× Platinum (Latin)                                                                            | Forever King                                |
| "Sincero"                                                                               | 2022 | —                      | —                      | —                      | —                      | —                      | —                      | —                      | —                      | —                      | —                      | - RIAA: Platinum (Latin)                                                                               | Forever King                                |
| "Soy Yo" (s Wisin a Gente de Zona)                                                      | 2022 | —                      | —                      | —                      | —                      | —                      | 35                     | —                      | 1                      | —                      | —                      | | Forever King                                |
| "Let's Get Crazy" (s Lil Jon)                                                           | 2022 | —                      | —                      | —                      | —                      | —                      | —                      | —                      | —                      | —                      | —                      | | Forever King                                |
| "Good Girl" (s Akon)                                                                    | 2022 | —                      | —                      | —                      | —                      | —                      | —                      | —                      | —                      | —                      | —                      | | Forever King                                |
| "Agradecido"                                                                            | 2022 | —                      | —                      | —                      | —                      | —                      | —                      | —                      | —                      | —                      | —                      | | Forever King                                |
| "Entrégame Tu Amor" s Randy)                                                            | 2022 | —                      | —                      | —                      | —                      | —                      | —                      | —                      | —                      | —                      | —                      | | Singl bez alb                               |
| "Bandidos" (s Cosculluela)                                                              | 2023 | —                      | —                      | —                      | —                      | —                      | —                      | —                      | —                      | —                      | —                      | | Forever King                                |
| "Podemos Repetirlo" (s Chencho Corleone)                                                | 2023 | —                      | —                      | —                      | —                      | —                      | —                      | 24                     | —                      | —                      | —                      | | Forever King                                |
| "Sandunga" (s Wisin a Yandel)                                                           | 2023 | —                      | —                      | —                      | —                      | —                      | —                      | —                      | —                      | —                      | —                      | | bude oznámeno                               |
| "—" značí, že se nahrávka neumístila v hitparádách nebo v tomto území ani nebyla vydána |      |                        |                        |                        |                        |                        |                        |                        |                        |                        |                        | |                                             |

### Jako vedlejší umělec
| Název                                                                                   | Rok  | Umístění v hitparádách | Umístění v hitparádách | Umístění v hitparádách | Umístění v hitparádách | Umístění v hitparádách | Album                       |
| Název                                                                                   | Rok  | US                     | US Latin               | US Rhy.                | US Trop.               | US Latin Pop           | Album                       |
| --------------------------------------------------------------------------------------- | ---- | ---------------------- | ---------------------- | ---------------------- | ---------------------- | ---------------------- | --------------------------- |
| "Gata Gangster" (Daddy Yankee feat. Don Omar)                                           | 2003 | —                      | —                      | —                      | —                      | —                      | Los Homerun-es              |
| "Ella y Yo" (Aventura feat. Don Omar)                                                   | 2005 | 97                     | 2                      | 1                      | 1                      | 32                     | God's Project               |
| "Scandalous" (Cuban Link feat. Don Omar)                                                | 2005 | —                      | 45                     | —                      | —                      | —                      | Chain Reaction              |
| "Noche De Adrenalina" (Pilar Montenegro feat. Don Omar)                                 | 2006 | —                      | —                      | —                      | 13                     | —                      | Pilar & Co.-South Beach     |
| "Chillin'" (Tego Calderón feat. Don Omar)                                               | 2006 | —                      | 44                     | —                      | 8                      | —                      | The Underdog/El Subestimado |
| "Los Hombres Tienen La Culpa" (Gilberto Santa Rosa feat. Don Omar)                      | 2006 | —                      | 39                     | —                      | 1                      | —                      | Los Cocorocos               |
| "Nunca Habia Llorado Asi" (Víctor Manuelle feat. Don Omar)                              | 2007 | —                      | 47                     | —                      | 1                      | —                      | Decisión Unánime            |
| "Tigi Tigi" (Hakim feat. Don Omar)                                                      | 2007 | —                      | —                      | —                      | —                      | —                      | Tigi Tigi                   |
| "Dentro de Mí" (Chino & Nacho feat. Don Omar)                                           | 2008 | —                      | —                      | —                      | —                      | —                      | Época de Reyes              |
| "Run the Show" (Kat Deluna feat. Don Omar)                                              | 2008 | —                      | —                      | —                      | 38                     | —                      | 9 Lives                     |
| "Todo Lo Que Soy" (Marcy Place feat. Don Omar)                                          | 2008 | —                      | 31                     | —                      | —                      | —                      | B from Marcy Place          |
| "Sin Contrato" (Maluma feat. Don Omar a Wisin)                                          | 2016 | —                      | 7                      | —                      | 8                      | 2                      | Pretty Boy, Dirty Boy       |
| "La Fila" (Luny Tunes feat. Don Omar, Sharlene Taulé a Maluma)                          | 2016 | —                      | —                      | —                      | —                      | —                      | Singly bez alb              |
| "Nunca Me Olvides" (Remix) (Yandel feat. Don Omar)                                      | 2017 | —                      | —                      | —                      | —                      | —                      | Singly bez alb              |
| "Vacaciones" (Remix) (Wisin feat. Zion & Lennox, Tito "El Bambino", a Don Omar)         | 2017 | —                      | —                      | —                      | —                      | —                      | Singly bez alb              |
| "Ámame o Mátame" (Ivy Queen feat. Don Omar)                                             | 2017 | —                      | 48                     | 19                     | —                      | —                      | The Queen Is Here           |
| "—" značí, že se nahrávka neumístila v hitparádách nebo v tomto území ani nebyla vydána |      |                        |                        |                        |                        |                        |                             |

### Promo singly
| Název                                                                                   | Rok  | Umístění v hitparádách | Umístění v hitparádách | Umístění v hitparádách | Umístění v hitparádách | Album                                |
| Název                                                                                   | Rok  | US Latin               | US Rhy.                | US Trop.               | US Latin Pop           | Album                                |
| --------------------------------------------------------------------------------------- | ---- | ---------------------- | ---------------------- | ---------------------- | ---------------------- | ------------------------------------ |
| "Luna"                                                                                  | 2004 | —                      | —                      | —                      | —                      | Gargolas 10th Anniversary Collection |
| "Belly Danza" (feat. Beenie Man)                                                        | 2007 | —                      | —                      | —                      | —                      | King of Kings                        |
| "Adiós"                                                                                 | 2007 | —                      | —                      | —                      | —                      | King of Kings                        |
| "Blue Zone"                                                                             | 2009 | —                      | —                      | —                      | —                      | iDon                                 |
| "Hasta Abajo"                                                                           | 2009 | 9                      | 1                      | 2                      | 12                     | Don Omar Presents: Meet the Orphans  |
| "—" značí, že se nahrávka neumístila v hitparádách nebo v tomto území ani nebyla vydána |      |                        |                        |                        |                        |                                      |

## Další umístěné písně
| Rok  | Název                                           | Umístění v hitparádě | Album                               |
| Rok  | Název                                           | US Trop.             | Album                               |
| ---- | ----------------------------------------------- | -------------------- | ----------------------------------- |
| 2006 | "Cuentale"                                      | 17                   | King of Kings                       |
| 2007 | "Nadie Como Tú" (Wisin & Yandel feat. Don Omar) | 28                   | Los Vaqueros                        |
| 2007 | "La Pared" (Wisin & Yandel feat. Don Omar)      | 32                   | Los Vaqueros Wild Wild Mixes        |
| 2011 | "Good Looking"                                  | 36                   | Don Omar Presents: Meet the Orphans |

## Videoklipy

### Jako hlavní umělec
| Název                                                                 | Rok  | Režisér                      |
| --------------------------------------------------------------------- | ---- | ---------------------------- |
| "Aunque te Fuiste"                                                    | 2003 | Louis Martinez               |
| "Dile"                                                                | 2004 | Juan Basanta                 |
| "Pobre Diabla"                                                        | 2004 | Juan Basanta                 |
| "Bandoleros" (feat. Tego Calderón)                                    | 2005 | Kacho Lopez & Carlos Pérez   |
| "Donqueo"                                                             | 2005 | Kacho Lopez & Carlos Pérez   |
| "Reggaetón Latino"                                                    | 2005 | Brian Kushner & Ben De Jesus |
| "Reggaetón Latino (Chosen Few Remix)" (feat. Fat Joe, N.O.R.E. a LDA) | 2005 | Brian Kushner & Ben De Jesus |
| "Luna"                                                                | 2006 | Louis Martínez               |
| "Tamborilero"                                                         | 2006 | Louis Martínez               |
| "Angelito"                                                            | 2006 | Louis Martínez               |
| "Salió el Sol"                                                        | 2006 | Ron Jaramillo                |
| "Belly Danza"                                                         | 2006 | Ron Jaramillo                |
| "Conteo"                                                              | 2006 | Jessy Terrero                |
| "Adiós"                                                               | 2007 | David Impelluso              |
| "Calm My Nerves" (feat. Rell)                                         | 2007 | David Impelluso              |
| "Canción De Amor"                                                     | 2007 | Carlos Pérez                 |
| "Virtual Diva"                                                        | 2009 | Carlos Pérez                 |
| "Sexy Robótica"                                                       | 2009 | Carlos Pérez                 |
| "Danza Kuduro" (feat. Lucenzo)                                        | 2010 | Carlos Pérez                 |
| "Hasta Abajo"                                                         | 2010 | Carlos Pérez                 |
| "Huérfano De Amor" (feat. Syko)                                       | 2011 | Alejandro Santiago Ciena     |
| "Taboo"                                                               | 2011 | Marlón Peña                  |
| "Pura Vida"                                                           | 2014 | Jessy Terrero                |

### Jako vedlejší umělec
| Název                                                                 | Rok  | Režisér                   |
| --------------------------------------------------------------------- | ---- | ------------------------- |
| "Seguroski/Gata Gangster" (Daddy Yankee feat. Don Omar)               | 2003 | David Impelluso           |
| "Baila Morena/Amor De Colegio" (Héctor & Tito feat. Don Omar a Glory) | 2003 | Louis Martínez            |
| "Ella y Yo" (Aventura feat. Don Omar)                                 | 2005 | Ulysses Terrero           |
| "Scandalous" (Cuban Link feat. Don Omar)                              | 2005 | Louis Martínez            |
| "Chillin'" (Tego Calderón feat. Don Omar)                             | 2006 | Scott Franklin            |
| "Dentro de Mí" (Chino & Nacho feat. Don Omar)                         | 2008 | Fran Gutiérrez "El Cuervo |
| "Run the Show" (Kat DeLuna feat. Don Omar)                            | 2008 | Ray Kay                   |
| "Todo Lo Que Soy" (Marcy Place feat. Don Omar)                        | 2008 | Edwin Decena              |